# Hartmanthus pergamentaceus
Hartmanthus pergamentaceus är en isörtsväxtart som först beskrevs av L. Bol., och fick sitt nu gällande namn av Steven A. Hammer. Hartmanthus pergamentaceus ingår i släktet Hartmanthus och familjen isörtsväxter. Inga underarter finns listade i Catalogue of Life.